# Victor Debonneville
Victor-O. Debonneville (Gimel, 5 februari 1829 - aldaar, 11 maart 1902) was een Zwitsers notaris, rechter, bestuurder en politicus voor de linkse radicalen uit het kanton Vaud.

## Biografie

### Jurist
Van 1851 tot 1852 studeerde Debonneville notariaat in Lausanne. Na zijn studies werd hij notaris. Van 1874 tot 1876 was hij rechter in de militaire rechtbank.

### Politicus
Tussen 1857 en 1882 was Debonneville burgemeester (syndic) van zijn geboorteplaats Gimel. Gelijktijdig zetelde hij van 1857 tot 1885 in de Grote Raad van Vaud. Van 2 december 1878 tot 1 september 1880 was hij bovendien lid van de Kantonsraad, als opvolger van Antoine Vessaz en voorganger van Jules Brun. In 1884 zetelde hij de constituante en het jaar nadien werd hij lid van de Staatsraad van Vaud, de kantonnale regering, waar hij bevoegd was voor binnenlandse zaken. Hij bleef lid van de regering tot 1899, toen hij zijn notariskantoor in Gimal heropende. Enkele jaren later zou hij er overlijden.

### Bestuurder
Debonneville was lid van de raad van bestuur van de Kantonnale Bank van Vaud, waarbinnen hij de aandeelhouders vertegenwoordigde, en van de Société vaudoise de secours mutuels.